# 約旦第納爾
約旦第納爾（貨幣編號JOD；另有非正式名稱JD）為約旦流通貨幣。輔幣單位有迪拉姆、皮阿斯特及菲爾。1第納爾=10迪拉姆=100皮阿斯特=1000菲爾。
約旦第納爾亦於約旦河西岸地區流通。

## 流通中的貨幣

### 硬幣

#### 第 5 套
- ½ 菲爾
  - 正面：侯赛因·本·塔拉勒
  - 背面：幾何圖案、面值
- 1 菲爾
  - 正面：侯赛因·本·塔拉勒
  - 背面：幾何圖案、面值
- 2½ 皮阿斯特
  - 正面：侯赛因·本·塔拉勒
  - 背面：幾何圖案、面值
- 5 皮阿斯特
  - 正面：侯赛因·本·塔拉勒
  - 背面：幾何圖案、面值
- 10 皮阿斯特
  - 正面：侯赛因·本·塔拉勒
  - 背面：幾何圖案、面值
- ¼ 第納爾
  - 正面：侯赛因·本·塔拉勒
  - 背面：幾何圖案、面值
- ½ 第納爾
  - 正面：侯赛因·本·塔拉勒
  - 背面：幾何圖案、面值
- 1 第納爾
  - 正面：侯赛因·本·塔拉勒
  - 背面：幾何圖案、面值

#### 第 6 套
- 1 皮阿斯特
  - 正面：阿卜杜拉二世
  - 背面：幾何圖案、面值
- 5 皮阿斯特
  - 正面：阿卜杜拉二世
  - 背面：幾何圖案、面值
- 10 皮阿斯特
  - 正面：阿卜杜拉二世
  - 背面：幾何圖案、面值
- ¼ 第納爾
  - 正面：阿卜杜拉二世
  - 背面：幾何圖案、面值
- ½ 第納爾
  - 正面：阿卜杜拉二世
  - 背面：幾何圖案、面值

### 紙幣

約旦在2002和2003年印製的紙幣系列。

- 1 第納爾
  - 正面：侯赛因·本·阿里
  - 背面：阿拉伯起义
- 5 第納爾
  - 正面：阿卜杜拉一世
  - 背面：馬安宮殿
- 10 第納爾
  - 正面：塔拉勒·伊本·阿卜杜拉
  - 背面：首棟約旦議會大樓
- 20 第納爾
  - 正面：侯赛因·本·塔拉勒
  - 背面：圆顶清真寺
- 50 第納爾
  - 正面：阿卜杜拉二世
  - 背面：華克旦宮殿

## 外部連結
- 唐的世界硬币画廊：Jordan
- 罗恩·怀斯的世界纸币：Jordan 镜像网站
- 现代金融系统表格－库尔特·舒勒制作：Asia 镜像网站
- 环球货币历史：Jordan
- 《环球金融资料》货币历史表格（ 微软试算表格式）
- 约旦的钞票 （页面存档备份，存于） （英文）（德文）（法文）